# Oberto Lynch
Oberto Lynch (nacido el 12 de mayo de 1966 en Ciudad de Panamá) es un conocido exfutbolista panameño. Formó parte de la selección de fútbol de Panamá. Jugó en la posición de mediocampista.

## Selección nacional
Ha sido internacional con la Selección de fútbol de Panamá.

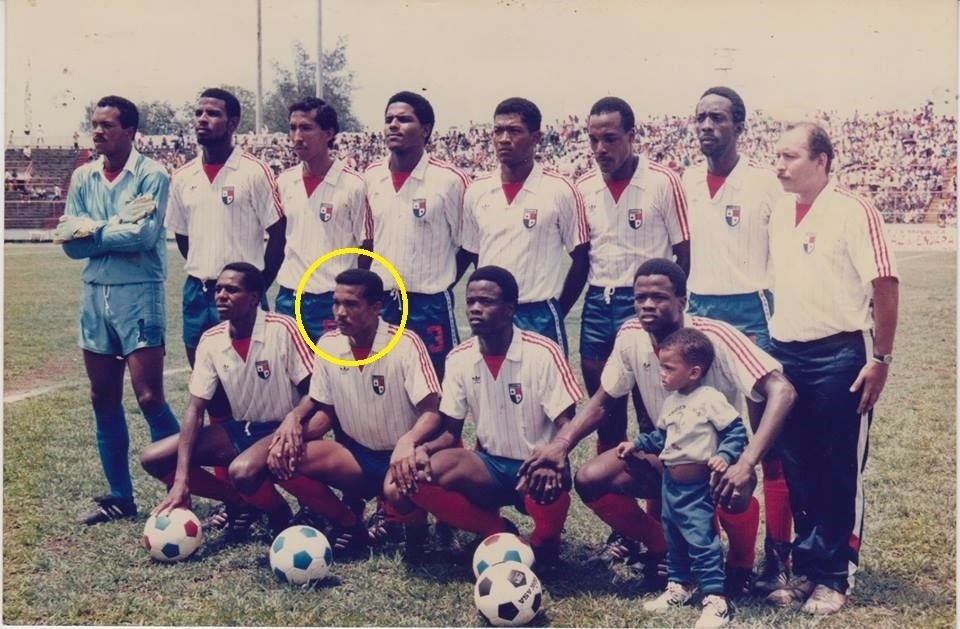
Oberto antes de un partido con la selección de Panamá junto Julio César Dely Valdés.

## Clubes
| Club                   | País   | Año         |
| ---------------------- | ------ | ----------- |
| Deportivo La Previsora | Panamá | 1984 - 1991 |
| San Francisco FC       | Panamá | 1992        |
| Tauro FC               | Panamá | 1993-1996   |

## Palmarés

### Torneos nacionales
| Título                  | Club             | País   | Año       |
| ----------------------- | ---------------- | ------ | --------- |
| Liga Panameña de Fútbol | San Francisco FC | Panamá | 1994-1995 |